# Canet d’Adri
Canet d’Adri ist eine katalanische Gemeinde in der Provinz Girona im Nordosten Spaniens. Sie liegt in der Comarca Gironès.